# Графство Гимборн
Графството Гимборн или Господството Гимборн (на немски: Grafschaft Gimborn, Herrschaft Gimborn) е територия на Свещената Римска империя в Северен Рейн-Вестфалия, Германия. От 1631 г. е имперско графство с резиденция дворец Гимборн.

## История
През 1273 г. дворец Гимборн, принадлежащ на графовете на Берг, е заложен на графовете на Марк.
През 1550 г. дворецът Гимборн отива чрез женитба на род Шварценберг от Майнфранкония. Адам фон Шварценберг (1583 – 1641) е първият бранденбургски министър и издига Гимборн на подгосподство на Бранденбург и на Пфалц. Той получава и Нойщат. От 1682 г. Дом Шварценберг получава място и глас в имперското събрание. През 1782 г. Шварценбергите продават тази територия на хановерския генерал Йохан Лудвиг фон Валмоден-Гимборн (1736 – 1811), извънбрачният син на британския крал Джордж II (1683 – 1760), и той става през 1783 г. имперски граф.
През 1806 г. господството Гимборн-Нойщат е в Великото херцогство Берг. През юни 1815 г. е част от Провинция Велико херцогство Долен Рейн на Прусия и образува от 1816 до 1819 г. окръг Гимборн.